# Aeroportul Kapiti Coast
Aeroportul Kapiti Coast (IATA: PPQ, ICAO: NZPP) este un aeroport din Wellington⁠(d), Noua Zeelandă ce deservește zona Paraparaumu⁠(d).
Situat la o altitudine de 7 m, aeroportul dispune de 1 pistă.

## Infrastructură

### Piste
Aeroportul dispune de o singură pistă. Pista are orientarea 11R/29L. 